# Elle Gerrit Bolhuis
Elle Gerrit Bolhuis, ook bekend onder de naam Elle Gerrit van Bolhuis, (Blankenham, 4 mei 1887 – 's-Gravenhage, 30 januari 1970) was een Nederlands onderwijzer, auteur, toneelschrijver en dichter.

## Werk
Voor de Tweede Wereldoorlog publiceerde Bolhuis menige roman, naast toneel- en dichtwerk, maar zijn bekendheid bleef beperkt tot een zeer kleine kring. Zijn bekendste werken zijn het toneelstuk Ada van Holland (1940) en De gabbertaal (1937), een woordenlijst van het Bargoens. 
Van 12 april 1911 tot 1 augustus 1915 was Bolhuis schoolmeester in Barger-Compascuum (Drenthe). 
In 1923 werd hij secretaris-penningmeester van de Bond van Nederlandsche Toneelschrijvers.  Hij was een tijdlang secretaris van het Genootschap Willem Bilderdijk. In 1932 was hij een van de oprichters van de Kelto-Germaanse Studiekring Yggdrasil. Vermoedelijk vlak voor de Tweede Wereldoorlog werd hij aanhanger van het nationaalsocialisme. Hij publiceerde in deze geest na 1940 een groot aantal toneelwerken en dichtbundels.

## Privé
Bolhuis werd in 1887 geboren als zoon van Abel Bolhuis, schoolhoofd te Blankendam, en Gesina van Dalen. Op 29 juni 1911 trouwde hij in Groningen met Carolina Sophia Reijenga (1884-1955). Uit dit huwelijk werd een zoon geboren.